# 江之島電鐵20型電聯車
江之島電鐵20型電聯車（日语：／ Enoshima Dentetsu 20-gata densha）是江之島電鐵的江之島電鐵線使用的電聯車。由於江之島電鐵線的使用人數在2000年後開始上升，除了需汰換車體逐漸老化的江之島鎌倉觀光500型電聯車之外，也適逢該路線開業100周年，因此江之島電鐵決定引進20型電聯車作為紀念活動的一環。本型車的首輛編組21-61於2002年4月4日投入使用，第二編組22-62則於2003年4月開始運轉。
本型車的車體設計承襲自江之島電鐵10型電聯車，但針對車廂內裝與車頂進行簡化，且21-61編組的機電系統採用500型501編組的原設備，因此大幅度降低引進時的成本。本型車的車體為因應鹽害而使用不鏽鋼打造，僅枕梁與中梁的材質不是不鏽鋼；而車頭正面與側面的面板則是採用耐候鋼製成。前照燈與車頭正面的窗戶設計皆與10型電聯車相同，但車體自車頭的乘務員室車門前方開始變窄，使該車門與車站的月台保持平行，以確保乘務員的視野和安全性。